# Samorząd terytorialny w Danii
Samorząd terytorialny w Danii – system samorządowy w Danii oparty jest na monarchii parlamentarnej, w której głową państwa jest Królowa Małgorzata II. Od 1970 r. do 2006 r. obowiązywał w Danii stary podział. W 2007 r. pojawił się projekt ustawy, w którym władze rządowe założyły „oddanie” inicjatywy tworzenia regionów w „ręce” władz samorządowych by to one zadecydowały o kształcie dokonujących się przemian.

## Historia
- W Danii przed reformą z 1970 r. obowiązywał podział na 1300 gmin o statusie miasta handlowego „duń. købstadskommune” i parafii „duń. sognekommune” Państwo podzielone było na 25 okręgów „duń amter” podział taki obowiązywał od początków XIX wieku.
- Dania po roku 1970 do 2006 była podzielona na 13 województw/okręgów z „duń. atm”. Województwa z kolei były podzielone na 275 gmin z „duń. kommune”. Poza tym trzy z nich (Bornholm, Kopenhaga i Frederiksberg) działały na prawach województw. Podział ten wynikał z reformy administracyjnej z 1970 roku.
- W Danii obecnie obowiązujący system opiera się na reformie która zaczęła obowiązywać 1 stycznia 2007 roku. Przygotowane zmiany zakładały powstanie pięciu regionów i zmniejszenie liczby gmin do 98. Nowe gminy miały przejąć większość obowiązków dawnych województw. Większość z nich ma co najmniej 20 tys. mieszkańców.

## Charakterystyka samorządu terytorialnego w Danii
Dania jest jednym z krajów na świecie, gdzie decentralizacja postąpiła najdalej i większość zadań przekazywana jest do rozwiązania najniżej, do gmin.
Duńska Konstytucja gwarantuje podstawowym jednostkom samorządu terytorialnego, jakimi są gminy, dużą samodzielność w zarządzaniu własnymi sprawami. Samorządność gminy jest jednym z filarów duńskiej samorządności społecznej. Gminy stosunkowo swobodnie wydatkują swoje zasoby finansowe.
Ustawodawstwo specjalne o charakterze ramowym (umożliwia podejmowanie własnych decyzji przez gminy) oraz o charakterze specjalnym (nakłada obowiązek wykonywania określonych zadań w określony sposób).

## Organy samorządu terytorialnego
| Nazwa organu         | Rada Gminy/Powiatu                                                                          | Burmistrz Gminy/Powiatu                         |
| -------------------- | ------------------------------------------------------------------------------------------- | ----------------------------------------------- |
| Sposób wyboru        | Wybory bezpośrednie                                                                         | Wybierany spośród radnych                       |
| Kadencja             | 4 lata                                                                                      | 4 lata                                          |
| Kompetencje          | Ochrona zdrowia, opieka społeczna, prace publiczne, ochrona środowiska, szkolnictwo średnie | Jest przewodniczącym Rady, szefem administracji |
| Dodatkowe informacje | Bierne i czynne prawo wyborcze pow.18 roku życia                                            |                                                 |

## Nadzór nad samorządem
Decyzje gmin nie wymagają zatwierdzania przez jakiekolwiek organy wyższego szczebla. Jednakże w każdym z powiatów istnieje Rada Nadzorcza sprawująca nadzór nad gminami złożona z Naczelnika Powiatu i czterech członków Rady Powiatowej. Rada nadzorcza kontroluje finanse gminy. Kontrolę sprawują też ministerstwa resortowe.

## Finanse samorządów
Polityka państwa duńskiego prowadząca do decentralizacji kompetencji w gminie ma swoje odzwierciedlenie w strukturze dochodów budżetu gminy. Znaczącą rolę odgrywają w nim podatki:
- gminny podatek dochodowy,
- podatek gruntowy,
- podatek od przedsiębiorstw.

W drugiej kolejności są to subwencje i szczegółowe subwencje dla indywidualnych gmin.
Trzecie największe źródło wpływów finansowych to opłaty od użytkowników:
- opieka nad dziećmi
- dostawy wody, gazu, energii
- odprowadzanie i oczyszczanie ścieków
- zaopatrzenie w energię cieplna i inne[1][2][3][4]